# Lewis Kidd
Lewis Kidd (sinh ngày 30 tháng 1 năm 1995) là một cầu thủ bóng đá người Scotland thi đấu cho Falkirk, chủ yếu ở vị trí hậu vệ hay tiền vệ.

## Sự nghiệp
Kidd chuyển đi theo dạng cho mượn to Queen of the South từ Celtic vào tháng 2 năm 2014. Sau khi bị Celtic giải phóng, Kidd ký hợp đồng vĩnh viễn với Dumfries vào tháng 6 năm 2014. Sau 2 năm tại Palmerston Park, Kidd chuyển đến kình địch Scottish Championship Falkirk vào tháng 6 năm 2016.

## Thống kê sự nghiệp
Tính đến trận đấu diễn ra ngày 4 tháng 11 năm 2017
| Câu lạc bộ                | Mùa giải            | Giải vô địch        | Giải vô địch | Giải vô địch | Cúp bóng đá Scotland | Cúp bóng đá Scotland | Cúp Liên đoàn | Cúp Liên đoàn | Khác    | Khác      | Tổng cộng | Tổng cộng |
| Câu lạc bộ                | Mùa giải            | Hạng đấu            | Số trận      | Bàn thắng    | Số trận              | Bàn thắng            | Số trận       | Bàn thắng     | Số trận | Bàn thắng | Số trận   | Bàn thắng |
| ------------------------- | ------------------- | ------------------- | ------------ | ------------ | -------------------- | -------------------- | ------------- | ------------- | ------- | --------- | --------- | --------- |
| Queen of the South (mượn) | 2013–14             | Championship        | 4            | 0            | 0                    | 0                    | 0             | 0             | 2       | 0         | 6         | 0         |
| Queen of the South        | 2014–15             | Championship        | 35           | 0            | 3                    | 1                    | 2             | 0             | 3       | 0         | 43        | 1         |
| Queen of the South        | 2015–16             | Championship        | 27           | 1            | 1                    | 0                    | 2             | 0             | 2       | 0         | 32        | 1         |
| Queen of the South        | Tổng cộng           | Tổng cộng           | 62           | 1            | 4                    | 1                    | 4             | 0             | 5       | 0         | 75        | 2         |
| Falkirk                   | 2016–17             | Championship        | 14           | 1            | 0                    | 0                    | 2             | 0             | 2       | 0         | 18        | 1         |
| Falkirk                   | 2017–18             | Championship        | 0            | 0            | 0                    | 0                    | 0             | 0             | 0       | 0         | 0         | 0         |
| Falkirk                   | Tổng cộng           | Tổng cộng           | 14           | 1            | 0                    | 0                    | 2             | 0             | 2       | 0         | 18        | 1         |
| Tổng cộng sự nghiệp       | Tổng cộng sự nghiệp | Tổng cộng sự nghiệp | 80           | 2            | 4                    | 1                    | 6             | 0             | 9       | 0         | 99        | 3         |

1. ↑  Số lần ra sân tại Premiership play-offs
2. ↑  One appearance tại Scottish Challenge Cup and two tại Premiership play-offs
3. 1 2  Số lần ra sân tại Scottish Challenge Cup